# Holcobius pikoensis
Holcobius pikoensis là một loài bọ cánh cứng thuộc họ Ptinidae.